# Pulitzerprijs voor poëzie
De Pulitzerprijs voor poëzie (Pulitzer Prize for Poetry) is een Amerikaanse literatuurprijs die sinds 1922 jaarlijks wordt uitgereikt. Het is een onderscheiding voor een dichtbundel die in het voorgaande kalenderjaar is gepubliceerd door een Amerikaans auteur.

## 1920
- 1922: Collected Poems door Edwin Arlington Robinson
- 1923: The Ballad of the Harp-Weaver: A Few Figs from Thistles: Eight Sonnets in American Poetry, 1922. A Miscellany door Edna St. Vincent Millay
- 1924: New Hampshire: A Poem with Notes and Grace Notes door Robert Frost
- 1925: The Man Who Died Twice door Edwin Arlington Robinson
- 1926: What's O'Clock door Amy Lowell
- 1927: Fiddler's Farewell door Leonora Speyer
- 1928: Tristram door Edwin Arlington Robinson
- 1929: John Brown's Body door Stephen Vincent Benét

## 1930
- 1930: Selected Poems door Conrad Aiken
- 1931: Collected Poems door Robert Frost
- 1932: The Flowering Stone door George Dillon
- 1933: Conquistador door Archibald MacLeish
- 1934: Collected Verse door Robert Hillyer
- 1935: Bright Ambush door Audrey Wurdemann
- 1936: Strange Holiness door Robert P. T. Coffin
- 1937: A Further Range door Robert Frost
- 1938: Cold Morning Sky door Marya Zaturenska
- 1939: Selected Poems door John Gould Fletcher

## 1940
- 1940: Collected Poems door Mark Van Doren
- 1941: Sunderland Capture door Leonard Bacon
- 1942: The Dust Which Is God door William Rose Benét
- 1943: A Witness Tree door Robert Frost
- 1944: Western Star door Stephen Vincent Benét
- 1945: V-Letter and Other Poems door Karl Shapiro
- 1946: geen prijs uitgereikt
- 1947: Lord Weary's Castle door Robert Lowell
- 1948: The Age of Anxiety door W. H. Auden
- 1949: Terror and Decorum door Peter Viereck

## 1950
- 1950: Annie Allen door Gwendolyn Brooks
- 1951: Complete Poems door Carl Sandburg
- 1952: Collected Poems door Marianne Moore
- 1953: Collected Poems 1917–1952 door Archibald MacLeish
- 1954: The Waking door Theodore Roethke
- 1955: Collected Poems door Wallace Stevens
- 1956: Poems: North & South - A Cold Spring door Elizabeth Bishop
- 1957: Things of This World door Richard Wilbur
- 1958: Promises: Poems 1954-1956 door Robert Penn Warren
- 1959: Selected Poems 1928-1958 door Stanley Kunitz

## 1960
- 1960: Heart's Needle door W. D. Snodgrass
- 1961: Times Three: Selected Verse From Three Decades door Phyllis McGinley
- 1962: Poems door Alan Dugan
- 1963: Pictures from Brueghel door William Carlos Williams
- 1964: At The End Of The Open Road door Louis Simpson
- 1965: 77 Dream Songs door John Berryman
- 1966: Selected Poems door Richard Eberhart
- 1967: Live or Die door Anne Sexton
- 1968: The Hard Hours door Anthony Hecht
- 1969: Of Being Numerous door George Oppen

## 1970
- 1970: Untitled Subjects door Richard Howard
- 1971: The Carrier of Ladders door W. S. Merwin
- 1972: Collected Poems door James Wright
- 1973: Up Country door Maxine Kumin
- 1974: The Dolphin door Robert Lowell
- 1975: Turtle Island door Gary Snyder
- 1976: Self-portrait in a Convex Mirror door John Ashbery
- 1977: Divine Comedies door James Merrill
- 1978: Collected Poems door Howard Nemerov
- 1979: Now and Then door Robert Penn Warren

## 1980
- 1980: Selected Poems door Donald Justice
- 1981: The Morning of the Poem doorJames Schuyler
- 1982: The Collected Poems door Sylvia Plath
- 1983: Selected Poems door Galway Kinnell
- 1984: American Primitive door Mary Oliver
- 1985: Yin door Carolyn Kizer
- 1986: The Flying Change door Henry S. Taylor
- 1987: Thomas and Beulah door Rita Dove
- 1988: Partial Accounts: New and Selected Poems door William Meredith
- 1989: New and Collected Poems door Richard Wilbur

## 1990
- 1990: The World Doesn't End door Charles Simic
- 1991: Near Changes door Mona Van Duyn
- 1992: Selected Poems door James Tate
- 1993: The Wild Iris door Louise Glück
- 1994: Neon Vernacular: New and Selected Poems door Yusef Komunyakaa
- 1995: The Simple Truth door Philip Levine
- 1996: The Dream of the Unified Field door Jorie Graham
- 1997: Alive Together: New and Selected Poems door Lisel Mueller
- 1998: Black Zodiac door Charles Wright
- 1999: Blizzard of One door Mark Strand

## 2000
- 2000: Repair door C. K. Williams
- 2001: Different Hours door Stephen Dunn
- 2002: Practical Gods door Carl Dennis
- 2003: Moy Sand and Gravel door Paul Muldoon
- 2004: Walking to Martha's Vineyard door Franz Wright
- 2005: Delights & Shadows door Ted Kooser
- 2006: Late Wife door Claudia Emerson
- 2007: Native Guard door Natasha Trethewey
- 2008: Time and Materials door Robert Hass
- 2008: Failure door Philip Schultz
- 2009: The Shadow of Sirius door W. S. Merwin

## 2010
- 2010: Versed door Rae Armantrout
- 2011: The Best of It: New and Selected Poems door Kay Ryan
- 2012: Life on Mars door Tracy K. Smith
- 2013: Stag's Leap door Sharon Olds
- 2014: 3 Sections door Vijay Seshadri
- 2015: Digest door Gregory Pardlo
- 2016: Ozone Journal
- 2017: Olio door Tyehimba Jess
- 2018: Half-Light Collected Poems 1965-2016 door Frank Bidart
- 2019: Be With by Forrest Ganderfeeld  door Jos Charles

## 2020
- 2020: The Tradition door Jericho Brown
- 2021: Postcolonial Love Poem door Natalie Diaz
- 2022: frank: sonnets door Diane Seuss